# Vesna Vulović
Vesna Vulović (cirílico sérvio: Ве̏сна Ву̑ловић; pronunciação servo-croata: [ʋêsna ʋû:loʋitɕ]; Belgrado, 3 de janeiro de 1950 – Belgrado, 23 de dezembro de 2016) foi uma comissária de bordo sérvia que detém o recorde mundial do livro Guinness por sobreviver à queda mais alta sem paraquedas: 10 160 metros (33 330 pés). Foi a única a sobreviver, depois que uma bomba explodiu no compartimento de bagagem do voo JAT 367 em 26 de janeiro de 1972, causando um acidente próximo a Srbská Kamenice, na Checoslováquia. Autoridades iugoslavas suspeitaram que nacionalistas croatas fossem os culpados, mas ninguém jamais foi preso.
Após o atentado, Vulović passou dias em coma e foi hospitalizada por vários meses. Além de uma fratura no crânio, três vértebras, as pernas e as costelas foram quebradas, e teve uma fratura na pélvis. Esses ferimentos causaram-lhe a paralisia temporária da cintura para baixo. A recuperação foi quase completa, mas continuou andando manca e não se lembrava do incidente. Apesar de estar disposta a retomar o trabalho como comissária de bordo, a Jat Airways (JAT) concedeu-lhe um emprego na mesa negociando contratos de frete, sentindo que sua presença nos voos atrairia muita publicidade. Vulović tornou-se uma celebridade na Iugoslávia e foi considerada uma heroína nacional.
Foi demitida da JAT no início dos anos 1990, depois de participar de protestos durante o colapso da Iugoslávia, mas conseguiu não ser presa porque o governo estava preocupado com a publicidade negativa. Continuou seu trabalho como ativista pró-democracia até o Partido Socialista da Sérvia ser deposto do poder durante a Revolução Bulldozer de outubro de 2000. Mais tarde, Vulović fez campanha em nome do Partido Democrata, defendendo a entrada da Sérvia na União Europeia.
Seus últimos anos se passaram em reclusão, tendo lutado contra a culpa dos sobreviventes. Depois de se divorciar, morou sozinha em seu apartamento em Belgrado, com uma pequena pensão até sua morte em 2016.

## Primeiros anos
Vesna Vulović nasceu em Belgrado em 3 de janeiro de 1950. Seu pai era empresário e sua mãe instrutora de fitness. Motivada por seu amor pelos Beatles, viajou para o Reino Unido depois de completar seu primeiro ano de universidade, na esperança de melhorar suas habilidades em língua inglesa. "Inicialmente fiquei com os amigos dos meus pais em Newbury", lembrou, "mas queria me mudar para Londres. Foi lá que encontrei um amigo que sugeriu que fossemos para Estocolmo. Quando contei a meus pais que estava morando na capital sueca, pensaram nas drogas e no sexo e me disseram para voltar para casa imediatamente ". Ao retornar a Belgrado, Vulović decidiu se tornar uma comissária de bordo depois de ver uma de suas amigas usando o uniforme. "Ela estava tão bonita e estava em Londres o dia todo", lembrou Vulović. "Pensei: 'Por que não deveria ser uma comissária? Poderia ir a Londres uma vez por mês' ". Juntou-se à JAT, transportadora de bandeira Iugoslava e a maior companhia aérea do país, em 1971.

## Voo JAT 367

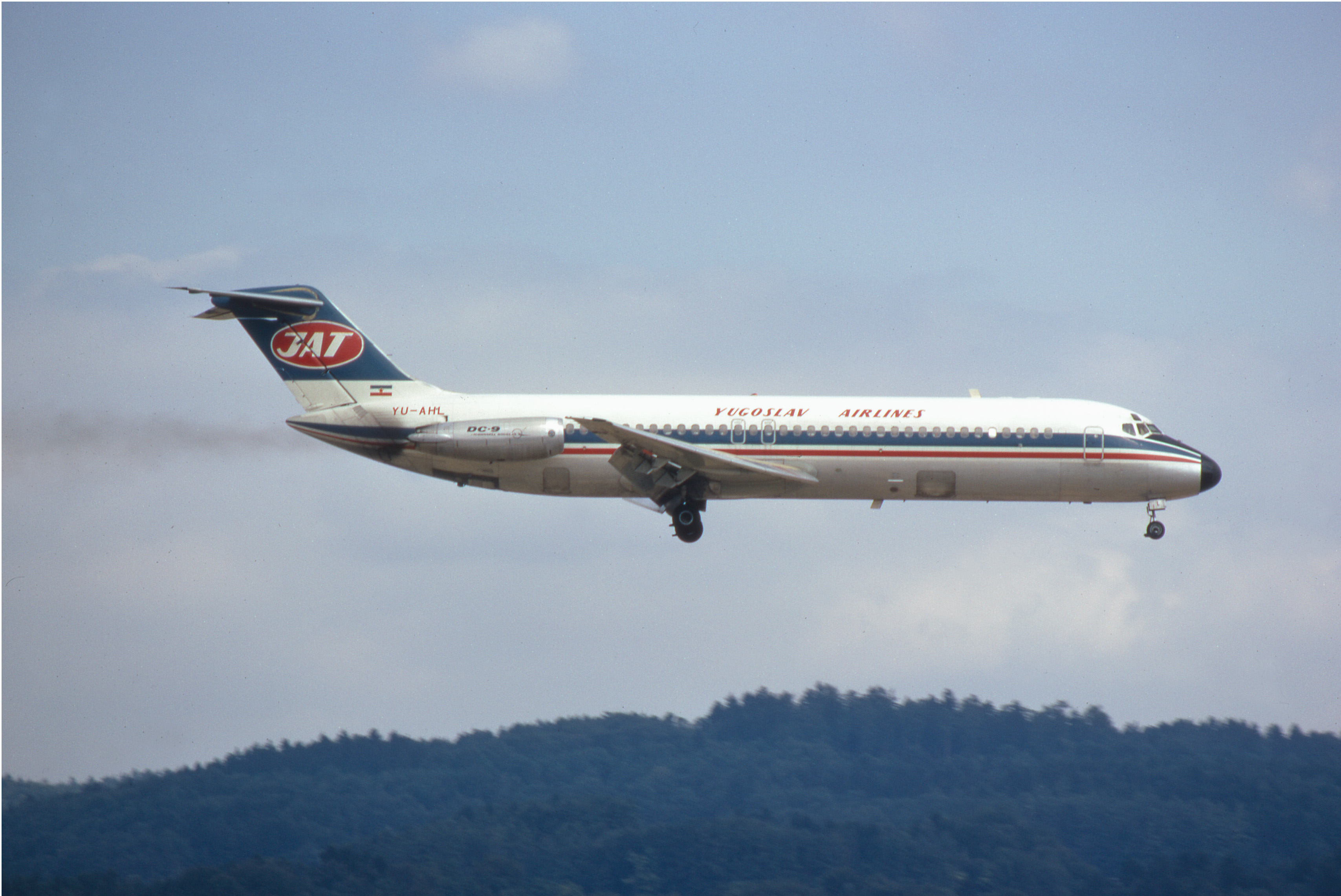
Um McDonnell Douglas DC-9 da Jat Airways idêntico ao destruído no bombardeio

A tripulação secundária do voo 367 da JAT, voando de Estocolmo para Belgrado com escalas em Copenhague e Zagreb, chegou à Dinamarca na manhã de 25 de janeiro de 1972. Segundo Vulović, não havia previsão de que trabalhasse com a tripulação do voo 367, tendo a JAT a confundido com outra comissária de bordo também chamada Vesna. No entanto, Vulović disse que estava empolgada em viajar para a Dinamarca porque era a primeira vez que visitava o país. A equipe teve a tarde inteira e a manhã seguinte para si. Por mais que desejasse ir passear, seus colegas insistiram que fossem às compras. "Todo mundo queria comprar algo para sua família", lembrou. "Então eu tive que ir às compras com eles. Eles pareciam saber que morreriam. Eles não conversaram sobre isso, mas eu vi ... eu senti por eles. E o capitão ficou trancado em seu quarto por 24 horas. Ele não queria sair. De manhã, durante o café da manhã, o copiloto estava falando sobre seu filho e filha como se ninguém mais tivesse um filho ou filha".
O voo 367 partiu do Aeroporto de Estocolmo-Arlanda às 13h30 em 26 de janeiro. A aeronave, um McDonnell Douglas DC-9, aterrissou no aeroporto de Copenhague às 14h30, quando Vulović e seus colegas embarcaram no avião. "Como já era tarde, estávamos no terminal e o vimos estacionar", disse Vulović. "Vi todos os passageiros e a tripulação desembarcarem. Um homem parecia terrivelmente irritado. Isso não foi notado só por mim. Outros membros da tripulação o viram, assim como o gerente da estação em Copenhague. Penso que foi o homem que colocou a bomba na bagagem. Acho que havia despachado uma mala em Estocolmo, desembarcado em Copenhague e nunca embarcado novamente no voo ".
O voo 367 partiu do aeroporto de Copenhague às 15h15 e, às 16h01, uma explosão atingiu o compartimento de bagagem do DC-9. A explosão causou o rompimento da aeronave sobre a vila checoslovaca de Srbská Kamenice. Vulović foi a única sobrevivente dos 28 passageiros e tripulantes, tendo sido descoberta pelo aldeão Bruno Honke, que a ouviu gritar entre os destroços. Seu uniforme turquesa estava coberto de sangue e seus saltos altos de 76 mm foram arrancados pela força do impacto. Honke tinha sido médico durante a Segunda Guerra Mundial e foi capaz de mantê-la viva até a chegada dos socorristas.
Os investigadores de segurança aérea atribuíram a sobrevivência de Vulović ao fato de ela ter sido presa por um carrinho de comida na fuselagem do DC-9, uma vez que se separou do resto da aeronave e caiu no chão. Quando a cabine despressurizou, os passageiros e os outros tripulantes de voo foram expulsos da aeronave e morreram. Os investigadores acreditaram que a fuselagem, com Vulović presa dentro, aterrissou em ângulo em uma montanha coberta de neve e muito arborizada, o que amorteceu o impacto. Os médicos de Vulović concluíram que seu histórico de pressão arterial baixa a fez desmaiar rapidamente depois que a cabine despressurizou e impediu que seu coração explodisse com o impacto. Vulović disse que estava ciente de sua pressão arterial baixa antes de se candidatar a comissária de bordo e sabia que isso resultaria em sua reprovação no exame médico, mas bebeu uma quantidade excessiva de café com antecedência e foi aceita.
Entre 1962 e 1982, nacionalistas croatas realizaram 128 ataques terroristas contra alvos civis e militares iugoslavos. As autoridades iugoslavas suspeitaram que eles eram os culpados por derrubar o voo 367. No dia do acidente, uma bomba explodiu a bordo de um trem que viajava de Viena para Zagreb, ferindo seis pessoas. Um homem, descrevendo-se como um nacionalista croata, ligou para o jornal sueco Kvällsposten no dia seguinte e assumiu a responsabilidade pelo bomba do voo 367. Nenhuma prisão foi feita. A Autoridade de Aviação Civil da Checoslováquia mais tarde atribuiu a explosão a uma bomba de pasta.

## Paralisia e recuperação
Após o acidente, Vulović passou dias em coma, tendo fraturado o crânio e, depois, sofrido uma hemorragia cerebral. Também teve duas pernas e três vértebras quebradas, uma das quais foi completamente esmagada. Sua pélvis estava fraturada e várias costelas quebradas. Seus ferimentos resultaram na paralisia temporária da parte abaixo da cintura, além de amnésia total desde a hora anterior à sua queda até um mês depois. Os pais de Vulović disseram que ela soube do acidente duas semanas depois do ocorrido, tendo desmaiado ao receber uma manchete de jornal do médico e teve que tomar tranquilizante. A última coisa que Vulović conseguiu lembrar antes do acidente foi cumprimentar os passageiros quando embarcaram. A próxima coisa que lembrou foi ver seus pais em seu quarto de hospital cerca de um mês depois.
Vulović passou por tratamento em um hospital de Praga até 12 de março de 1972, após o que foi levada de avião para Belgrado. Foi-lhe oferecida uma injeção hipnótica para ajudá-la a dormir durante o voo de volta à Iugoslávia, mas ela recusou, explicando que não tinha medo de voar porque não tinha lembrança do acidente. Em Belgrado, o quarto de hospital de Vulović ficou sob proteção policial de 24 horas por dia, porque as autoridades temiam que os autores do atentado desejassem matá-la. Os guardas trocavam de turno a cada seis horas e ninguém podia vê-la, exceto seus pais e médicos. A internação de Vulović durou até junho de 1972, após o que viajou para o Montenegro a fim de se recuperar em um resort à beira-mar, onde seus médicos a visitavam a cada dois ou três dias. Vulović passou por várias operações para restaurar seus movimentos. No começo, só conseguia mover a perna esquerda e, um mês depois, conseguiu mover a direita. Os pais de Vulović tiveram que vender os dois carros para pagar dívidas. Dez meses após sua queda, Vulović recuperou a capacidade de andar, mas mancou pelo resto da vida, com a coluna permanentemente torcida. No total, passou 16 meses se recuperando. "Ninguém nunca esperava que eu vivesse tanto tempo", contou em 2008. Vulović atribuiu sua recuperação a sua "teimosia sérvia" e "uma dieta infantil que incluía chocolate, espinafre e óleo de peixe".

## Fama

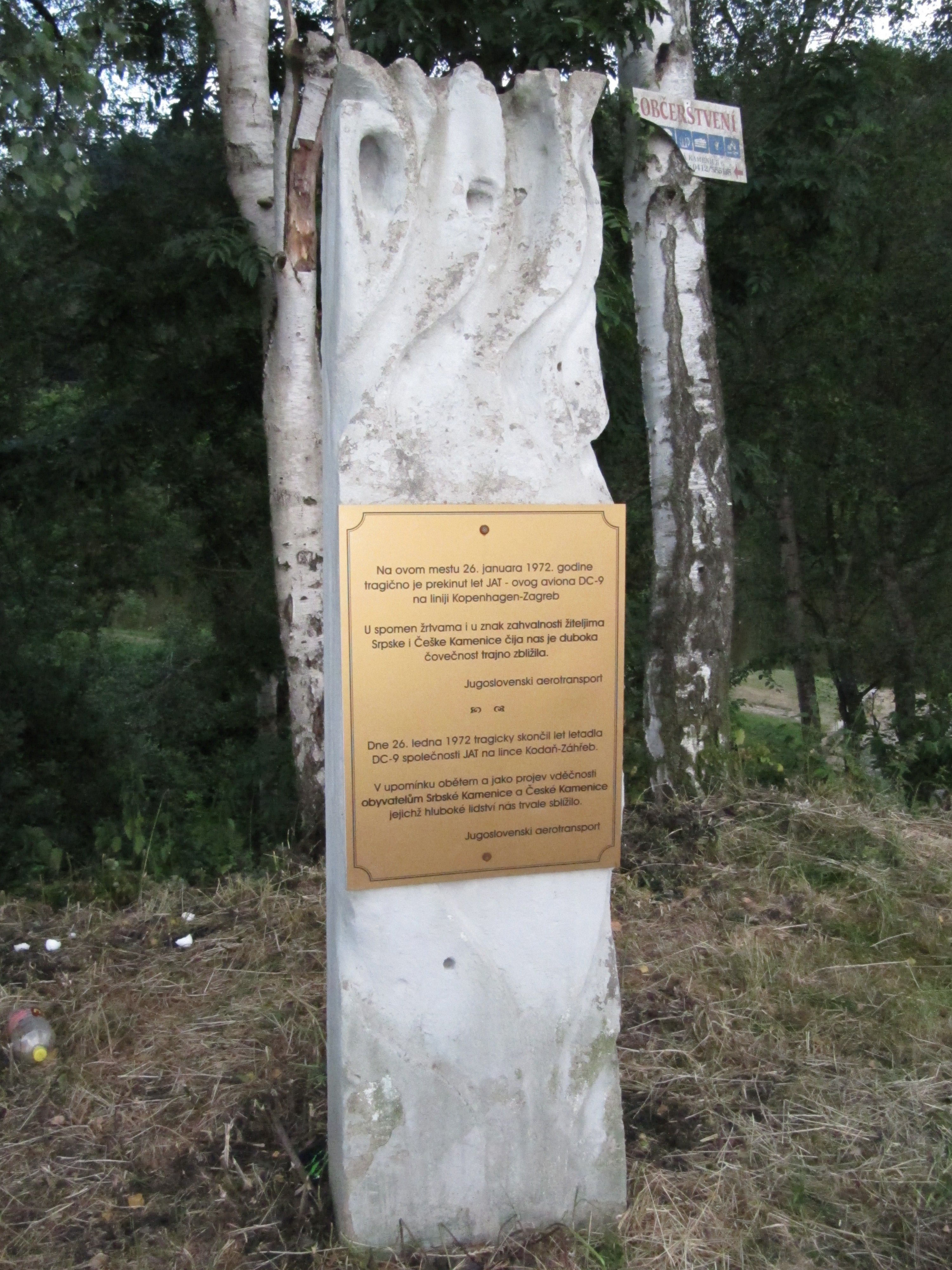
Monumento em Srbská Kamenice em memória do acidente

Em setembro de 1972, Vulović expressou sua vontade de voltar a trabalhar como aeromoça. A companhia aérea sentiu que sua presença nos voos atrairia muita publicidade e, em vez disso, deu-lhe um trabalho de mesa negociando contratos de frete. Na Iugoslávia, Vulović foi homenageada como uma heroína nacional, tendo sua reputação como "heroína da Guerra Fria" se estendido à União Soviética e a outros países do Pacto de Varsóvia. Após o acidente, Vulović recebeu uma condecoração do presidente da Iugoslávia, Josip Broz Tito, e o cantor folclórico sérvio Miroslav Ilić gravou uma música intitulada Vesna stjuardesa ("Vesna, a aeromoça"). Ela logo se tornou cidadã honorária de Srbská Kamenice. A neta de Honke, nascida seis semanas após a queda de Vulović, foi nomeada Vesna em sua homenagem. Vulović continuou a voar regularmente, afirmando que outros passageiros ficavam surpresos ao vê-la em voos e queriam se sentar ao lado dela.
Os pais de Vulović morreram alguns anos depois de sua queda. Em 1977, casou-se com o engenheiro mecânico Nikola Breka após um ano de namoro. Embora tenha sido avisada pelos médicos de que seus ferimentos não teriam um efeito adverso sobre sua função reprodutiva, Vulović sofreu uma gravidez ectópica que quase se provou fatal e nunca foi capaz de ter filhos. Em 1985, o Guinness Book of World Records a reconheceu como a recordista mundial de sobreviver à queda mais alta sem paraquedas: 10 160 metros (33 330 pés; 6,31 milhas). Recebeu o reconhecimento do músico Paul McCartney em uma festa de gala em Londres. Vulović foi, portanto, oficialmente reconhecida como tendo superado os registros de outros sobreviventes a quedas, como Alan Magee, Nicholas Alkemade e Ivan Chisov.
No início dos anos 90, Vulović e seu marido se divorciaram. Vulović atribuiu o divórcio ao consumo exagerado de cigarros, que seu marido desaprovava. Na mesma época, Vulović foi demitida da JAT por se manifestar contra o estadista sérvio Slobodan Milošević e por participar de protestos antigovernamentais. Conseguiu evitar sua prisão porque o governo estava preocupado com a publicidade negativa que isso traria. Em resposta ao seu ativismo, os tabloides pró-Milošević lançaram uma campanha de difamação contra ela, alegando que o voo 367 havia sido abatido por um míssil terra-ar da Checoslováquia e que ela caíra de uma altura menor do que se acreditava anteriormente. Vulović continuou participando de manifestações antigovernamentais ao longo dos anos 90. Quando Milošević e seu Partido Socialista da Sérvia foram destituídos na Revolução da Escavadeira de outubro de 2000, Vulović estava entre as várias celebridades que foram ao balcão da prefeitura de Belgrado para fazer discursos de vitória. Mais tarde, fez campanha em nome do Partido Democrata e defendeu a entrada da Sérvia na União Europeia, acreditando que isso traria prosperidade econômica.

## Últimos anos e morte
Vulović disse aos repórteres que não pensava em sua queda todos os dias, mas admitiu ter lutado com a culpa dos sobreviventes. "Sempre que penso no acidente, sinto predominantemente um sentimento de culpa por ter sobrevivido e eu choro ... Então acho que talvez não devesse ter sobrevivido". Vulović recusou a terapia para ajudar a lidar com suas experiências e voltou-se para a religião, tornando-se uma cristã ortodoxa devota. Afirmou que sua provação a havia transformado em uma pessoa otimista. "Se você pode sobreviver ao que eu sobrevivi", disse, "você pode sobreviver a qualquer coisa".
Em 2005, a queda de Vulović foi recriada pelo programa de televisão americano MythBusters. Em 2009, Peter Hornung-Andersen e Pavel Theiner, dois jornalistas de Praga, afirmaram que o voo 367 havia sido confundido com uma aeronave inimiga e abatido pela Força Aérea da Checoslováquia a uma altitude de 800 metros (2 600 pés), muito abaixo da altitude oficial de 10 160 metros (33 330 pés). Alegaram que a Segurança do Estado da Checoslováquia havia evocado o recorde de queda de Vulović como parte de um encobrimento. Também levantaram a hipótese de que a ligação recebida pelo Kvällsposten, reivindicando a responsabilidade pelo abate da aeronave, era uma farsa. A Autoridade de Aviação Civil da República Tcheca rejeitou a alegação dos jornalistas, chamando-a de teoria da conspiração. Hornung-Andersen admitiu que a evidência da dupla era apenas circunstancial. Vulović disse que estava ciente das alegações dos jornalistas, mas afirmou que, como não tinha lembrança do evento, não podia confirmar ou negar as acusações. O Guinness World Records continua a listá-la como a recordista em sobreviver à queda mais alta sem paraquedas.
Nos últimos anos de sua vida, Vulović viveu com uma pensão de €300 por mês em seu apartamento em Belgrado, que estava em ruínas. "Não sei o que dizer quando as pessoas dizem que eu tive sorte", observou. "A vida é tão difícil hoje." Vulović lamentou que sua mãe e seu pai não teriam morrido prematuramente se ela não estivesse a bordo do voo 367, afirmando que o incidente não apenas arruinou sua vida, mas também a de seus pais. Apenas ocasionalmente concedia entrevistas, mas recusou vários pedidos, mais notavelmente de Oprah Winfrey e da BBC, dizendo que estava "cansada" de discutir sua queda. Quando completou sessenta anos, a saúde deteriorada de Vulović a impediu de participar de comemorações anuais em Srbská Kamenice, às quais já comparecia há muitos anos. Em dezembro de 2016, os amigos de Vulović ficaram preocupados com seu bem-estar depois que ela parou abruptamente de atender ao telefone. Em 23 de dezembro, chaveiros descobriram o corpo de Vulović em seu apartamento, depois de abrir a porta. Os amigos de Vulović disseram que ela enfrentou problemas cardíacos nos anos que antecederam sua morte. Foi enterrada no Novo Cemitério de Belgrado em 27 de dezembro.